# Dravit
Dravit je trigonální minerál patřící do skupiny turmalínů (též „hnědý turmalín“). Byl pojmenován v roce 1883 Gustavem Tschermakem, podle typové lokality u řeky Drávy ve Slovinsku.

## Vznik
Vznik je metamorfní v migmatitech, rulách, svorech, mramorech a v kontaktně metasomatických horninách. Může být i magmatický v některých granitických pegmatitech nebo hydrotermální z křemenných žil a rudních žil. Je známý také z rozsypů. 

## Vlastnosti
- Fyzikální vlastnosti: Tvrdost 7-7,5, hustota 3,03-3,18 g/cm³, štpěnost velmi špatná dle {1120}, {1011}, lom je nerovný až lasturnatý.
- Optické vlastnosti: Barva je od světle hnědé až po velice tmavý černohnědý odstín s téměř modrým nádechem, lesk skelný až matný, průhlednost: průsvitný, vzácnější vzorky i průhledné, vryp je bílý.
- Chemické vlastnosti: Složení: Na 2,40 %, Mg 7,61 %, Al 16,89 %, Si 17,58 %, B 3,38 %, H 0,42 %,  O 51,73 %. Je slabě rozpustný v kyselině fluorovodíkové.

## Využití
Průhledné krystaly dravitu se brousí jako drahé kameny.

## Výskyt
- Dravograd, Slovinsko (až 20 cm dlouhé krystaly, vyskytující se ve svorech)
- Gouverneur, stát New York, USA (v mramorech)
- Yinnietharra, Západní Austrálie, Austrálie (krystaly velké až 15 cm)
- Gujarkotu, Nepál (krystaly o velikosti 5 cm)

## Parageneze
Často se vyskytuje v asociaci s minerály jako jsou dolomit, kalcit, fluorit, křemen, epidot, titanit a muskovit.